# Roskildes flygplats
Roskildes flygplats (även: Københavns Lufthavn, Roskilde, tyska: Flughafen Kopenhagen-Roskilde) är en flygplats i Danmark.   Den ligger i Roskilde Kommune och Region Själland, i den östra delen av landet. Roskildes flygplats ligger 38 meter över havet. Den ligger på ön Sjælland.
Flygplatsen ägs av Københavns Lufthavne A/S som också äger Köpenhamns flygplats, Kastrup. Från flygplatsen avgår privatflyg samt en del inrikesflyg bl.a. till öar utan fast förbindelse.